# Cupressus pendula
Cupressus pendula — вид голонасінних рослин з родини кипарисових (Cupressaceae).

## Поширення
Батьківщиною цього виду є південний і центральний Китай.